# Унуа
Унуа (англ. Unua, также Onua) — океанийский язык, один из двух диалектов языка унуа-пангкуму, на которых говорят на юго-восточном берегу острова Малакула в Вануату.

## Генеалогическая характеристика
Австронезийская семья
- Малайско-полинезийская подсемья
  - Океанийская надветвь
    - Центрально-восточно-океанийская группа
      - Южноокеанийская ветвь
        - Языки побережья острова Малекулы
          - Унуа-Пангкуму
            - Унуа

## Ареальная и социолингвистическая характеристика
Народ унуа проживает в пяти деревнях острова Малакула; хотя язык унуа является там основным языком общения, все взрослые и дети школьного возраста свободно говорят на бислама. На бислама также проходит общение в более формальных обстановках и в некоторых семьях: в тех, где один из членов семьи не говорит на унуа, бислама может быть и родным языком детей. На нём же проходят церковные службы и деревенские собрания, написаны вывески и объявления.
Хотя образование для взрослого населения обычно проводится на английском или французском языке, только те немногие люди, кто имеет среднее образование, сохранили способность свободно говорить на каком-то из них.

## Типологическая характеристика

### Степень свободы выражения грамматических значений
В унуа преобладают синтетические формы выражения грамматических значений глаголов, а аналитические — существительных. Например, множественное число образуется с помощью частицы rin:
```
dabos      rin
незнакомец PL
'незнакомцы'
```

Согласование же с подлежащим и переходность глагола обозначаются аффиксами:
```
Xini i-mn-i      nue  i-pit.
3SG  3SG-пить-TR вода 3SG-превосходить
'Он пьёт слишком много воды.'
```

### Характер границы между морфемами
В языке унуа преобладает агглютинативный строй:
```
Xina no-mo-xan-i      norrom soxa.
1SG  1SG-CONT-есть-TR ямс    один
'Я (в данный момент) ем ямс.'
```

### Локус маркирования

#### В поссессивной именной группе
Унуа различает два типа принадлежности, «прямую» и «непрямую». В непрямой маркирование нулевое, значение передаётся порядком слов; прямая же обозначается суффиксом на главном слове (вершинное маркирование) или зависимым словом, обозначающим поссессора. Суффикс появляется даже при наличии зависимого слова, если поссессор — не человек.
```
bati-n     kuri
голова-3SG собака
голова собаки
```

#### В предикации
В предикации также вершинное маркирование: у главного глагола клаузы всегда есть приставка, согласованная с её субъектом.
```
Rate ro-mo-majing.
3PL  3PL-CONT-work
'Они (в данный момент) работают.'
```

### Тип ролевой кодировки
В унуа аккузативный тип ролевой кодировки.
```
go motara         demej  tu   i-mo-matur      regeri noxobb iag
и  старый.мужчина дьявол тоже 3SG-CONT-спать возле  огонь  там
'И мужчина-дьявол тоже спал там возле огня.'
```

```
Xini i-mn-i      nue  i-pit.
3SG  3SG-пить-TR вода 3SG-превосходить
'Он пьёт слишком много воды.'
```

```
Xini i-min    i-pit.
3SG  3SG-пить 3SG-превосходить
'Он слишком много пьёт.'
```

### Базовый порядок слов
Основной порядок слов в унуа — SVO.
```
Xini i-r-i         naur   soha.
3SG  3SG-писать-TR письмо один
'Он пишет письмо.'
```

## Лингвистические черты

### Фонетика и фонология
В языке унуа 17 согласных, но у старших поколений различаются ещё 3 согласных фонемы.
|                   |                   | Губные | Губные | Переднеязычные | Заднеязычные |
| Нелабиализованные | Лабиализованные   |        |        | Переднеязычные | Заднеязычные |
| ----------------- | ----------------- | ------ | ------ | -------------- | ------------ |
| Носовые           | Носовые           | m      |        | n              |              |
| Взрывные          | Глухие            | p      | (pʷ)   | t              | k            |
| Взрывные          | Преназализованные | ᵐb     | (ᵐbʷ)  | ⁿd             | ᵑɡ           |
| Аффрикаты         | Аффрикаты         |        |        | t͡ʃ             |              |
| Щелевые           | Щелевые           | β      | (βʷ)   | s              | ɣ            |
| Тэпы и дрожащие   | Тэпы и дрожащие   | ᵐʙ     |        | ɾ, r           |              |
| Аппроксиманты     | Аппроксиманты     |        |        | l              |              |

Фонема /l/ встречается только в заимствованиях.
У молодых носителей различается 5 гласных фонем, а у некоторых старших — 8.
|         | Передние | Средние | Задние |
| ------- | -------- | ------- | ------ |
| Верхние | i        | (ʉ)     | u      |
| Средние | e (ø)    | (ɵ)     | o      |
| Нижние  |          | a       |        |

### Местоимения
В унуа 11 личных местоимений: они делятся на единственное, двойственное и множественное число, а 1 лицо дв. и мн. ч. делится на эксклюзив и инклюзив.
|      |      | Ед. ч. | Дв. ч. | Мн. ч.      |
| ---- | ---- | ------ | ------ | ----------- |
| 1 л. | EXCL | —      | rrarru | rrate       |
| 1 л. | INCL | xina   | memru  | mende/memde |
| 2 л. | 2 л. | xai    | xamru  | xande/xamde |
| 3 л. | 3 л. | xini   | raru   | rate        |

### Имена
Во многих существительных языка унуа сохранились остатки артикля *na прото-океанийского языка. Это часто исчезает в сложных словах и в родственных глаголах, например:
```
noxobb 'огонь'         xobbroror 'лампа'
nami 'землетрясение'   -mi 'двигаться'
```

### Глаголы
Глаголы унуа различают реалис и ирреалис, но не прошедшее и настоящее время. Это типично для центральных вануатских языков. Реалис используется в утверждениях о событиях или состояниях в настоящем или прошлом, а ирреалис — для гипотетических или будущих. 
```
Xina reken   no-xa    vex raman.
1SG  сегодня 1SG-идти LOC сад
'Сегодня я пошёл в сад.
```

```
Mevix  mevixso rru-b-hoj-i            bbue.
завтра утром   1INCL.DU-IRR-охотиться-TR свинья
'Завтра утром мы (двое) пойдём охотиться на свиней.'
```

## Список сокращений
В статье используются следующие сокращения:
SG — ед. число 

DU — дв. число 

PL — мн. число 

LOC — локатив 

TR — переходность 

CONT — продолженность 

EXCL — эксклюзив 

INCL — инклюзив 

IRR — ирреалис